# Lasiocnemus londti
Lasiocnemus londti is een vliegensoort uit de familie van de roofvliegen (Asilidae). De wetenschappelijke naam van de soort is voor het eerst geldig gepubliceerd in 2007 door Dikow.
De vleugels hebben een lengte van 6,5 tot 8,5 millimeter.
De soort komt voor in Kenia, Somalië, Tanzania en Zuid-Afrika.